# Studio C
Studio C es un programa de televisión de sketches producido en Utah por BYUtv. El equipo artístico, diez en total fueron miembros del grupo Divine Comedy, procedentes de la Universidad Brigham Young. El contenido humorístico del programa va dirigido para todos los públicos y se retransmite a nivel nacional
El nombre inicial del programa iba a ser en un principio "Common Room" hasta que se decidió cambiar por el actual en alusión a los estudios de la BYU Broadcasting Building, donde tiene lugar la grabación en directo.
La primera emisión de la serie tuvo comienzo el 8 de octubre de 2012. En el presente, Studio C tiene un canal propio en YouTube con más de dos millones de suscritos y 500 millones de reproducciones siendo Top Soccer Shootout Ever With Scott Sterling uno de los más populares.

## Elenco[5]
- Whitney Call
- Mallory Everton
- Jason Gray
- Matt Meese
- Adam Berg
- Stacey Harkey
- Natalie Madsen
- Stephen Meek
- James Perry
- Jeremy Warner